# Синдром Ундіни
Синдро́м Унді́ни (також синдром Ондіни) — клінічний синдром, рідкісне ураження центрів дихання. Його також називають вродженим центральним гіповентиляційним синдромом або первинною альвеолярною гіповентиляцією.
Вроджений синдром Ундіни спостерігають надзвичайно рідко — 1 випадок на 200 000 новонароджених. Також синдром може бути набутим — внаслідок травми чи захворювання довгастого мозку, в якому розташований дихальний центр.

## Епонім
Фрідріх де ла Мотт Фуке 1811 року написав лібретто для опери Ундіна Йогана Крейслера (псевдонім Ернста Теодора Амадея Гофманна). Одним з головних героїв опери є міфічний германський персонаж — русалка Ундіна, якій присягнув у коханні принц Ганс: «все моє дихання буде свідченням любові». Однак принц зрадив русалку й вона його прокляла, забравши в нього дихання, яким він поклявся. Ундіна сказала йому, що коли він засне, дихання залишить його тіло й настане смерть.
Подібні прояви спостерігали Д. Северінгхаус та Р. Мітчел, які 1962 року вперше описали цей синдром у трьох пацієнтів після операції на шийному відділі спинного мозку й стовбурі мозку та дали йому назву.

## Клінічні ознаки
Пацієнти із синдромом Ундіни втрачають здатність до автономного дихання, однак можуть робити дихальні рухи свідомо.